# (1264) Letaba
(1264) Letaba est un astéroïde de la ceinture principale découvert le 21 avril 1933 par l'astronome sud-africain Cyril V. Jackson.
Il tire son nom d'un cours d'eau traversant le Parc national Kruger et se jetant dans l'Olifants en Afrique du Sud.

## Historique
Le lieu de découverte, par l'astronome sud-africain Cyril V. Jackson, est Johannesburg (UO).
Sa désignation provisoire, lors de sa découverte le 21 avril 1933, était 1933 HG.

## Caractéristiques
Sa distance minimale d'intersection de l'orbite terrestre est de 1,429 670 ua.